# Il sangue versato
Il sangue versato (titolo originale Det blod som spillts) è un romanzo giallo della scrittrice svedese Åsa Larsson pubblicato in Svezia nel 2004. Il titolo fa riferimento ad un verso contenuto nell'Antico Testamento della Bibbia, più precisamente nel Deuteronomio.
È il secondo libro della serie sull'avvocatessa Rebecka Martinsson. Il libro ha ottenuto il Premio svedese per la letteratura gialla come miglior giallo.
La prima edizione del romanzo è stata pubblicata nell'anno 2007 da Marsilio

## Trama
Il corpo del pastore Mildred Nilsson viene ritrovato all'interno della chiesa di Jukkasjärvi, un piccolo paese vicino Kiruna. La poliziotta Anna-Maria Mella, rientrata in servizio dopo la sua quarta maternità, si ritrova così ad indagare. Sarà aiutata dall'avvocato Rebecka Martinsson, appena ritornata a Kiruna, sua città natale, per tutt'altri motivi. Le due donne sveleranno così il mistero che si cela dietro l'omicidio del pastore, una donna che a causa delle sue posizioni radicali ha sempre attirato verso se stessa amore e odio.

## Edizioni
- Åsa Larsson, Il sangue versato, traduzione di Katia De Marco, Marsilio, 2007. ISBN 978-88-317-9163-2.
- Åsa Larsson, Il sangue versato, traduzione di Katia De Marco, Marsilio, 2010. ISBN 978-88-317-0588-2.
- Åsa Larsson, Il sangue versato, traduzione di Katia De Marco, Universale Economica Feltrinelli, 2018. ISBN 978-88-317-1397-9.